# Майер, Урсула
Урсула Майер (фр. Ursula Meier; родилась 24 июня 1971, Безансон, Франция) — франко-швейцарский режиссёр и сценарист.

## Биография
Урсула Майер родилась в Безансоне. Окончила бельгийский Институт искусств, работала помощником режиссёра у известного швейцарского режиссёра Алена Таннера, на его фильмах «Фурби» (1996) и «Йонас и Лила, до завтра» (1999). Свой первый серьёзный приз выиграла за короткометражку «Часы без сна» (1998), получив Специальный приз жюри на Фестивале короткометражного кино в Клермон-Ферране, а также Международный приз на кинофестивале в Торонто.
Широкой известности Майер достигла после выхода фильма «Сестра» (2012), за которого получила Серебряного медведя на Берлинском кинофестивале. Фильм также был выдвинут Швейцарией на соискание премии в номинации Лучший фильм на иностранном языке на 85-й церемонии Оскар, но не прошёл в финальный шорт-лист.

## Фильмография
Полный метр
- 2002 — «Сильные плечи» (ТВ) — режиссёр, сценарист
- 2008 — «Дом» — режиссёр, сценарист
- 2012 — «Сестра» — режиссёр, сценарист
- 2018 — «Дневник моего ума» — режиссёр, сценарист
- 2022 — «Черта» — режиссёр, сценарист

Короткий метр
- 1998 — «Часы без сна» — режиссёр, сценарист
- 2014 — «Мосты Сараево» (документальный) — режиссёр, сценарист
- 2015 — «Кейси Мотте Кляйн: Рождение актера» (документальный) — режиссёр, сценарист